# Лотос
Лотос или лотус (лат. Nelumbo) је род водених зељастих биљака које расту у водама топлих области Азије, Африке, североисточне Аустралије, Северне Америке и Карипских острва. Чланови споља подсећају на оне из породице Nymphaeaceae („локвања“), али је Nelumbo заправо веома удаљен од Nymphaeaceae. „Нелумбо” је изведено од නෙළම нелум, имена за лотос Nelumbo nucifera.

## Врсте
Постоје само две живуће врсте, једна је индијски лотос (лат. Nelumbo nucifera), који има дебео, округао лист на дугој петељци и ружичасте цветове, чији плод је чахура, а ризом и семена садрже скроб и употребљавају се у исхрани. Друга врста је амерички или жути лотос (лат. Nelumbo lutea).
Живуће врсте лотоса:
- Индијски лотос
- Амерички лотос

### Постојеће врсте
- Nelumbo lutea Willd.– амерички лотос (источне Сједињене Државе, Мексико, Велики Антили, Хондурас)
- Nelumbo nucifera Gaertn. – свети или индијски лотос, познат и као ружа Индије и свети локвањ хиндуизма и будизма.[2] То је национални цвет Индије и Вијетнама. Његово корење и семе се такође широко користе у кувању у источној, јужној и југоисточној Азији.

### Фосилне врсте
- †&ndash еоцен (Северна Дакота), описан на основу листова пронађених у формацији Златне долине у Северној Дакоти, САД.[3]
- †Nelumbo changchangensis еоцен, (острво Хајнан, Кина), описан из неколико фосила лишћа, махуна семена и ризома из слојева еоценског периода у басену Чангчанг, острва Хајнан.
- †Nelumbo minima плиоцен (Холандија), описан на основу листова и махуна семена које указују на веома малу биљку. Првобитно описан као припадник рода Nelumbites, као „Nelumbites minimus“.
- †Nelumbo nipponica еоцен-миоцен, фосилни листови су познати из слојева еоценске ере у Јапану и миоценских слојева у Русији.
- †Nelumbo orientalis креда (Јапан), једна од најстаријих познатих врста, фосили се налазе у кредним слојевима Јапана.
- †Nelumbo protolutea еоцене (Мисисипи), фосили листова снажно указују на биљку по форми сличну америчком лотосу.

## Митологија
У митологији, лотос је биљка чијим су се плодовима хранили Лотофази, народ старе Африке. Ко би окусио њене плодове — заувек би остао у земљи Лотофага.

## Културни значај
Индијски лотос (Nelumbo nucifera) је света биљка у хиндуизму и будизму.

## Класификација
Постоји резидуално неслагање око тога у коју породицу треба да се сврста овај род. Традиционални системи класификације препознали су Nelumbo као део Nymphaeaceae, али традиционални таксономисти су вероватно били заведени конвергентном еволуцијом повезаном са еволуционим померањем са копненог на водени начин живота. У старијим системима класификације препознат је под биолошким редом Nymphaeales или Nelumbonales. Nelumbo је тренутно препознат као једини живи род у Nelumbonaceae, једној од неколико карактеристичних породица у еудикотском реду Proteales. Његови најближи живи сродници, (Proteaceae и Platanaceae), су жбуње или дрвеће.

### APG
APG IV систем из 2016. препознаје Nelumbonaceae као посебну породицу и сврстава је у ред Proteales у клади еудикота, као и ранији системи  и .

### Ранији системи класификације
Кронквистов систем из 1981. препознаје породицу, али је смешта у ред локвања Nymphaeales. Дахлгренов систем из 1985. и Торнов систем из 1992. препознају породицу и сврставају је у сопствени ред, Nelumbonales. USDA још увек класификује породицу лотоса у ред локвања.

## Карактеристике

### Ултрахидрофобност
Листови Nelumbo су веома водоодбојни (тј. показују ултрахидрофобност) и дали су назив ономе што се назива ефектом лотоса. Ултрахидрофобност укључује два критеријума: веома висок контактни угао воде између капљице воде и површине листа и веома низак угао откотрљања. То значи да вода мора да додирне површину листа тачно у једној, минијатурној тачки, и свака манипулација листом променом његовог угла ће довести до тога да се капљица воде откотрља са листа. Ултрахидрофобност се обично формира густим слојем папила на површини Nelumbo листова и малим, робусним, воштаним тубулама које вире из сваке папиле. Ово помаже да се смањи површина контакта између капљице воде и листа.
За ултрахидрофобност се каже да даје веома важну еволуциону предност. Као водена биљка са листовима који се наслањају на површину воде, род Nelumbo се одликује концентрацијом стомата на горњој епидерми листова, за разлику од већине других биљака које концентришу своје стомате на доњем епидерму, испод листа. Сакупљање воде на горњој епидерми, било да је то због кише, магле или оближњих поремећаја воде, веома је штетно за способност листа да врши размену гасова кроз своје стомате. Дакле, нелумбова ултрахидрофобност омогућава да се капљице воде акумулирају заједно веома брзо, а затим се врло лако откотрљају са листа при најмањем поремећају листа, што је процес који омогућава његовим стомама да нормално функционишу без ограничења због блокаде капљицама воде.

### Терморегулација
Јединствено својство рода Nelumbo је да може да генерише топлоту, што чини коришћењем алтернативног оксидазног пута (AOX). Овај пут укључује другачију, алтернативну размену електрона од уобичајеног пута који електрони прате када генеришу енергију у митохондријима, познат као АОКС, или алтернативни пут оксидазе.
Типичан пут у биљним митохондријама укључује комплексе цитохрома. Пут који се користи за стварање топлоте у Nelumbo укључује алтернативну оксидазу отпорну на цијанид, који је другачији акцептор електрона од уобичајених комплекса цитохрома. Биљка такође смањује концентрацију јубиквитина док је у термогенези, што омогућава AOX-у у биљци да функционише без деградације. Термогенеза је ограничена на цветну ложу, стамен и латице цвета, али сваки од ових делова производи топлоту независно без ослањања на производњу топлоте у другим деловима цвета.
Постоји неколико теорија о функцији термогенезе, посебно у воденом роду као што је Nelumbo. Најчешћа теорија тврди да термогенеза у цвећу привлачи опрашиваче, из различитих разлога. Загрејано цвеће може привући опрашивачке инсекте. Док се опрашивачи загревају док се одмарају у цвету, они таложе и сакупљају полен на цвет и са њега. Термогено окружење такође може бити погодно за парење опрашивача - опрашивачима може бити потребна одређена температура за репродукцију. Пружајући идеално термогено окружење, цвет се опрашује опрашивачима који се паре. Други сматрају да производња топлоте олакшава ослобађање испарљивих једињења у ваздух како би привукла опрашиваче који лете изнад воде, или да топлоту у мраку препознају термоосетљиви опрашивачи. Ниједан од њих није дефинитивно доказан као веродостојнији од осталих.
Након антезе, цветна ложа лотоса прелази из примарно термогене у фотосинтетичку структуру, што се види у брзом и драматичном порасту фотосистема, фотосинтетички укључених пигмената, брзине транспорта електрона и присуства 13 у цветној лжи и латицама, све од чега помаже у повећању стопе фотосинтезе. Након ове транзиције, губи се сва термогенеза у цвету. Опрашивачи се не морају привлачити када се јајник оплоди, и стога се ресурси посуде боље користе када се фотосинтетише за производњу угљених хидрата који могу повећати биљну биомасу или масу плода.
Друге биљке користе терморегулацију у свом животном циклусу. Међу њима је и источни Symplocarpus foetidus, који се загрева да би отопио лед изнад себе и прогурао земљу у рано пролеће. Такође, слоновски јам, који загрева своје цветове како би привукао опрашиваче. Поред тога, цвет леша, који се загрева да би распршио водену пару кроз ваздух, преносећи свој мирис даље, привлачећи више опрашивача.